# Nemophas batoceroides
Nemophas batoceroides es una especie de escarabajo longicornio del género Nemophas, subfamilia Lamiinae. Fue descrita científicamente por Thomson en 1864.
Se distribuye por Indonesia y Timor Oriental. Posee una longitud corporal de 36-47,5 milímetros. El período de vuelo de esta especie ocurre en los meses de febrero, marzo, abril, agosto y noviembre.